# Tristán Suárez
Tristán Suárez é uma localidade no município de Ezeiza da província de Buenos Aires, na Argentina.
Tristán Suárez nasceu em 16 de julho de 1885 como parte do município de San Vicente, com a chegada da estação de trem "Llavallol", graças ao fato de que Don Tristán Suárez doou um terreno de propriedade familiar à Ferrocarril del Sud, para a construção da estação ferroviária.
Em 1913, passou a fazer parte do município de Esteban Echeverría, que havia se tornado independente do município de Lomas Zamora.
Em 20 de outubro de 1995, Esteban Echeverría foi subdividido e deu origem ao novo município de Ezeiza. Tristán Suárez tornou-se parte do município de Ezeiza junto com outras quatro localidades: Ezeiza (capital), La Unión, Carlos Spegazzini e Canning.